# 戴维·丹尼尔斯
戴维·丹尼尔斯（英語：David Daniels，1971年4月2日—），加拿大男子篮球运动员。他曾代表加拿大获得2000年夏季奥运会男子篮球比赛第七名。他也在1997年夏季世界大学生运动会上获得一枚银牌。